# The Flood Inside
The Flood Inside è il quarto album in studio della band Post-rock tedesca Long Distance Calling.
Per la prima volta nella storia della band è presente più di una canzone cantata, ed il cantante (Marsen Fischer) non è un ospite, ma fa parte della band.

## Tracce
1. Nucleus – 7:13
2. Inside The Flood – 6:44
3. Ductus – 6:48
4. Tell The End – 6:02
5. Welcome Change – 7:09
6. Waves – 6:39
7. The Man Within – 6:36
8. Breaker – 8:14
9. Black Hole (bonus track) – 4:29

## Formazione
- David Jordan - chitarra
- Janosch Rathmer - batteria
- Florian Füntmann - chitarra
- Jan Hoffmann - basso
- Marsen Fischer – voce